# Van Gogh-museet
Van Gogh-museet er et museum i Amsterdam i Nederlandene, der udstiller værker af den hollandske maler Vincent van Gogh og hans samtidige. Museet blev etableret i 1973 på basis af den samling som Vincents nevø Vincent Willem van Gogh ejede. Genstandene er nu permanent udlånt til museet. Museet har den største samling af malerier og tegninger af van Gogh i verden og besøges årligt af 1,4 mio. (2005), hvilket gør det til landets mest besøgte museum.

## Hovedudstilling
Hovedudstillingen viser faserne i van Goghs liv, fra hans barndom til hans forskellige følelsesmæssige faser til hans død.. Højdepunkter er Kartoffelspiserne, Soveværelse i Arles og et af de tre Solsikkerne-malerier med gul baggrund.

## Bygningen
Hovedbygningen blev tegnet af Gerrit Rietveld og åbnede I 1973. Arkitekten på udstillingsfløjen var Kisho Kurokawa, og den blev fuldført i 1999.

## Tyveriet af malerier fra museet
Den 7. december 2002 blev to af van Goghs værker stjålet fra museet: Udsigt over havet ved Scheveningen (Zeegezicht bij Scheveningen) og Procession forladende den reformerte kirke i Nuenen (Het uitgaan van de hervormde kerk te Nuenen).
Den 12. december 2003 blev Octave Durham arresteret i Puerto Banús i Spanien. Henk Bieslijn blev arresteret i 2003 i Amsterdam. Den 8. april 2005 blev Durham idømt 4,5 års fængsel og Biesljn 4 års fængsel for tyveriet. De blev ligeledes pålagt at betale EUR 350.000 i omkostninger. Til dato er malerierne ikke blevet fundet. Grundet smuthuller i den hollandske lovgivning vil det være muligt for dem at kræve ejerskab til malerierne efter 20 til 30 år.

## Eksterne links
- Museets hjemmeside
- Prisvindende side fra Van Gogh Gauguin Udstillingen 2002 Arkiveret 2. november 2019 hos  Wayback Machine
- Vincent van Gogh galleriet, med billeder af alle hans malerier og tegninger
- 'Aben' anholdt for Van Gogh-tyveri
- To mænd dømt for at stjæle to malerier fra museet er blevet sat i fængsel
- Røveri fra Van Gogh-museet Arkiveret 2. december 2008 hos  Wayback Machine

52°21′30.14″N 4°52′51.90″Ø / 52.3583722°N 4.8810833°Ø